# Erythria oculata
Erythria oculata är en insektsart som beskrevs av Irena Dworakowska 1993. Erythria oculata ingår i släktet Erythria och familjen dvärgstritar.
Artens utbredningsområde är Nepal. Inga underarter finns listade i Catalogue of Life.